# Vicky Rosti
Virve Hannele Rosti (Helsinki, 10 de noviembre de 1958), más conocida como Vicky Rosti, es una cantante y compositora de pop y rock.
Entre sus canciones más conocidas, se puede nombrar su primer sencillo "Kun Chicago kuoli" (1975) (una versión en finés de "The Night Chicago Died" del grupo Paper Lace), "Tuolta saapuu Charlie Brown", "Menolippu", "oon voimissain", "Sata salamaa", y "Jolene". Durante su carrera musical, Rosti ha vendido cerca de 75 000 copias de sus discos, lo que le permitió ubicarse entre las 50 cantantes solistas con mayores ventas en Finlandia.
Representó a su país en el Festival de la Canción de Eurovisión 1987 con su canción "Sata salamaa".
En la actualidad, ella canta en el grupo Menneisyyden Vangit.

## Eurovisión 1987
En 1987, Vicky Rosti participó en la Final Nacional finlandesa con la canción "Sata salamaa", con la que obtuvo el primer lugar en dicha competencia, lo que le dio el derecho de poder representar a su país en el certamen celebrado en Bruselas, Bélgica.
Finalmente, Rosti se presentó con el grupo Boulevard, con quiénes consiguieron 32 puntos, posicionándose en el 15° puesto, de entre 22 países.

## Vida personal
Vicky Rosti se casó con el abogado Jussi Tukian, con quien tuvo tres hijos y cuatro nietos.

## Discografía

### Álbumes de estudio
- Vicky (1975)
- 1-2-3-4-tulta! (1976) (Oro 1976, Platino 1977)[3]
- Vickyshow (1977)
- Tee mulle niin (1978)
- Oon voimissain (1979)
- Sata salamaa (1987)
- Tunnen sen täysillä taas (1992)
- Sydämeen kirjoitettu (2000)
- Vicky Rock Vol.1 (2007)
- Pitkästä aikaa (2014)

### Compilaciones
- Parhaat (1989)
- 20 suosikkia – Kun Chicago kuoli (1995)
- 20 suosikkia – 1-2-3-4-tulta! (2000)
- Parhaat (2004) (Oro 2004)[3]